# Elaphoglossum raywaense
Elaphoglossum raywaense là một loài thực vật có mạch trong họ Lomariopsidaceae. Loài này được (Jenman) Alston mô tả khoa học đầu tiên năm 1958.